# Polizeiruf 110: Minuten zu spät
Minuten zu spät ist ein deutscher Kriminalfilm von Manfred Mosblech aus dem Jahr 1972. Der Fernsehfilm erschien als 9. Folge der Filmreihe Polizeiruf 110.

## Handlung
Das Vorschulkind Karin Berger lernt im Park den Rollstuhlfahrer Manfred Teich kennen. Er lockt sie mit einer Cola zu sich, hebt sie auf den Rollstuhl und berührt sie scheinbar spielerisch. Karin erzählt ihren Eltern davon, die besorgt Oberleutnant Peter Fuchs und Leutnant Vera Arndt informieren. Beide Ermittler wissen nicht, ob sie von einer Sittlichkeitstat auszugehen haben, zumal Karin die Sache nicht sonderlich wichtig nimmt. Sie sieht die Befragung von Vera Arndt eher als Spiel an. Dennoch beschließen beide Ermittler, den Sachverhalt ihrem Vorgesetzten zu berichten. In den folgenden Tagen wird die Polizeipräsenz im Park erhöht, ABV raten den Besuchern zu erhöhter Wachsamkeit, und diskret werden Rollstuhlfahrer in Berlin fotografiert und die Bilder Karin vorgelegt. Die drei Rollstuhlfahrer Schenk, Tröger und Klemper, die regelmäßig im Park Skat spielen, werden persönlich befragt. Im Laufe der Ermittlungen behauptet Karin schließlich, den Vorfall erfunden zu haben. Es sei kein Rollstuhlfahrer gewesen und der Mann habe ihr auch nur die Kleidung abgeklopft, nachdem sie hingefallen sei. Während Peter Fuchs eher frustriert ist, glaubt Vera Arndt weiterhin an die Tat.
Wochen vergehen und Karin wird eingeschult. Eines Tages geht sie trotz des Verbotes ihrer Eltern in den Park und trifft dort Manfred wieder. Er bietet ihr erneut eine Cola an, doch Karin ist vorsichtiger geworden. Er wirft ihr eine Blume zu, die sie an sich nimmt. Manfred bittet sie zu sich, doch sie lehnt ab. Die Polizei suche nach ihm, und sie habe ihn den Ermittlern zumindest etwas beschrieben. Manfred wird nervös und trinkt von der mitgebrachten Cola. Karin tritt zu ihm, weil auch sie etwas trinken will, woraufhin Manfred sie packt und würgt, bis sie ohnmächtig wird. Auf der Flucht wird er von Schenk, Tröger und Klemper gesehen, die die Verfolgung aufnehmen. Manfred ist in Wirklichkeit nicht gehbehindert, rennt mit dem Rollstuhl zu seinem Barkas und fährt davon.
Die polizeilichen Ermittlungen beginnen erneut, wobei sich vor allem Vera Arndt große Vorwürfe macht. Karin wird ins Krankenhaus eingeliefert und bald ist klar, dass sie den Angriff überleben wird. In Berlin und Umgebung wird nun nach dem Barkas gefahndet, von dem das Reifenprofil ermittelt werden konnte. Manfred hat jedoch die Reifen des Barkas, der sein Dienstwagen in einer Großgärtnerei ist, nach der Tat gewechselt. Er lebt noch bei seinen strengen Eltern, die ihm vorwerfen, keine Frau zu finden, gleichzeitig jedoch jeden Frauenbesuch zu Hause verbieten. Manfreds Kollegin Monika ist zwar in ihn verliebt und wird von ihm heimlich nach Hause mitgenommen. Dort versucht er jedoch, Monika zu vergewaltigen.
Den Ermittlern ist unterdessen ein Detail aufgefallen: Karin hatte im Park Blumen gesammelt. In ihrem Strauß fand sich auch ein Geranienstängel, der nach Rücksprache mit Karin vom Täter stammt. Manfreds Gärtnerei gerät ins Visier – tatsächlich gibt es dort einen nicht mehr benutzten Rollstuhl von einem früheren Kollegen. Der ist verschwunden, wie auch Manfred gerade mit dem Barkas auf Auslieferungstour ist. Die gewechselten Reifen, die sich in der Garage der Gärtnerei finden, weisen das Profil des Tatwagens auf. Eine Großfahndung nach Manfred wird eingeleitet. Der hat in einem Waldstück gerade das Mädchen Helga angesprochen und auf seinen Schoß gesetzt. Die Polizeiwagen erscheinen und Manfred flieht mit der sich wehrenden Helga in den Wald. Helga beißt ihn in die Hand, woraufhin er sie fallen lässt und allein flüchtet. An einer Müllhalde kann er schließlich von den Polizisten gefasst werden.

## Produktion
Minuten zu spät wurde vom 30. Mai bis Ende Juli 1972 unter dem Arbeitstitel Ein kleiner weißer Sarg in Berlin gedreht. Drehorte waren unter anderem der Volkspark Friedrichshain, das Klinikum im Friedrichshain, die Warschauer Straße, Erpetal in Friedrichshagen und der Alexanderplatz. Während einer Szene in einem Café ist im Hintergrund der Brunnen der Völkerfreundschaft zu sehen. Die Kostüme des Films schuf Ruth Karge, die Filmbauten stammen von Britta Pelzner. Der Film erlebte am 17. September 1972 im 1. Programm des Fernsehens der DDR seine Fernsehpremiere.
Es war die 9. Folge der Filmreihe Polizeiruf 110. Oberleutnant Peter Fuchs und Leutnant Vera Arndt ermittelten in ihrem 8. Fall. Bereits im 7. Film der Reihe Blutgruppe AB hatten es die Ermittler mit einem Sexualdelikt zu tun. In Minuten zu spät wird erstmals das Thema des sexuellen Missbrauchs von Kindern thematisiert, wobei der Arbeitstitel Ein kleiner weißer Sarg andeutet, dass ursprünglich angedacht war, mindestens eines der Kinder sterben zu lassen. Auch der nahezu handlungsgleiche Kriminalroman Die Brut der schönen Seele von Horst Bastian legt dies nahe, da in diesem das erste Opfer des Täters getötet und in einem weißen Sarg beerdigt wird. Erstmals wird im Film eine Großfahndung der Polizei gezeigt, wie auch erstmals die „Integration Behinderter in die Gesellschaft der DDR aufgenommen wird.“ Die Kritik stellte fest, dass der Film trotz des „Action-Aufwandes“ seine stärkste Wirkung „durch seine psychologische Eindringlichkeit“ erreiche.
Alexander Papendiek spielt Fuchs’ Vorgesetzten Hauptmann Thomas. In der Vorgängerserie 'Blaulicht' spielte er diese Rolle im Dienstgrad Oberleutnant in einer durchgängigen Serienrolle, teilweise ebenfalls unter Manfred Mosblech.
Vor seiner Tat pfeift Manfred ein Lied, welches an „Kommt ein Vogel geflogen“ erinnert. Dies stellt ein filmisches Zitat aus Fritz Langs M – Eine Stadt sucht einen Mörder aus dem Jahr 1931 dar.
Der Reihenvorspann ist leicht verändert, die Titelmusik setzt später ein, das Abheben des Telefonhörers und das Wählen der 110 fehlt, dafür sind am Ende kurze Ausschnitte aus der aktuellen Folge zu sehen, dazu ertönt bereits anklangsweise die neue Titelmusik von Hartmut Behrsing, die dann bis Folge 68 verwendet wurde.